# Ambassade du Koweït en France
L'ambassade du Koweït en France est la représentation diplomatique de l'État du Koweït auprès de la République française. Elle est située 2 rue de Lübeck, au croisement avec la place des États-Unis, dans le 16e arrondissement de Paris, la capitale du pays. Son ambassadeur est, depuis 2022, Mohammad Aljudaie.

## Histoire
Le premier ambassadeur du Koweït auprès de la France a été Khalid Mohamed Jaffar, officiant entre 1965 et 1967 en qualité d'ambassadeur non résident (il était en résidence au Royaume-Uni puis au Liban). Le Koweït a ensuite ouvert une ambassade en 1967, et le premier ambassadeur résident a été Saïd Yacoub Shammas.
La résidence de l'ambassadeur se trouve au 4 place des États-Unis.

## Ambassadeurs du Koweït en France
| Date de nomination | Date de nomination | Date de remise des lettres de créance | Date de remise des lettres de créance | Ambassadeur                           |
| ------------------ | ------------------ | ------------------------------------- | ------------------------------------- | ------------------------------------- |
| ?                  |                    | 10 mai 1965                           | [ JORF 1 ]                            | Khalid Mohamed Jaffar                 |
| ?                  |                    | 31 janvier 1967                       | [ JORF 2 ]                            | Saïd Yacoub Shammas                   |
| ?                  |                    | 27 novembre 1969                      | [ JORF 3 ]                            | Faisal Saleh Al Mutawa                |
|                    |                    |                                       |                                       |                                       |
| ?                  |                    | ?                                     |                                       | Issa Al Hamad                         |
| ?                  |                    | 16 septembre 1987                     | [ JORF 4 ]                            | Tarek Razzouqi                        |
| ?                  |                    | 9 mai 2000                            | [ JORF 5 ]                            | Ahmad Abdulkarim Al-Cheikh Al-Ibrahim |
| 15 janvier 2007    |                    | 28 mars 2007                          | [ JORF 6 ]                            | Ali Sulaiman Al-Saeid                 |
| 1er octobre 2015   |                    | 15 février 2016                       | [ JORF 7 ]                            | Sami Mohammad Al-Sulaiman             |
| ?                  |                    | 13 octobre 2022                       | [ JORF 8 ]                            | Mohammad Aljudaie                     |

## Consulats
Le Koweït ne possède pas d'autre consulat en France que la section consulaire de son ambassade à Paris.
L'Office culturel du Koweït se trouve au n°124 avenue Victor-Hugo (16e arrondissement de Paris).

## Controverses

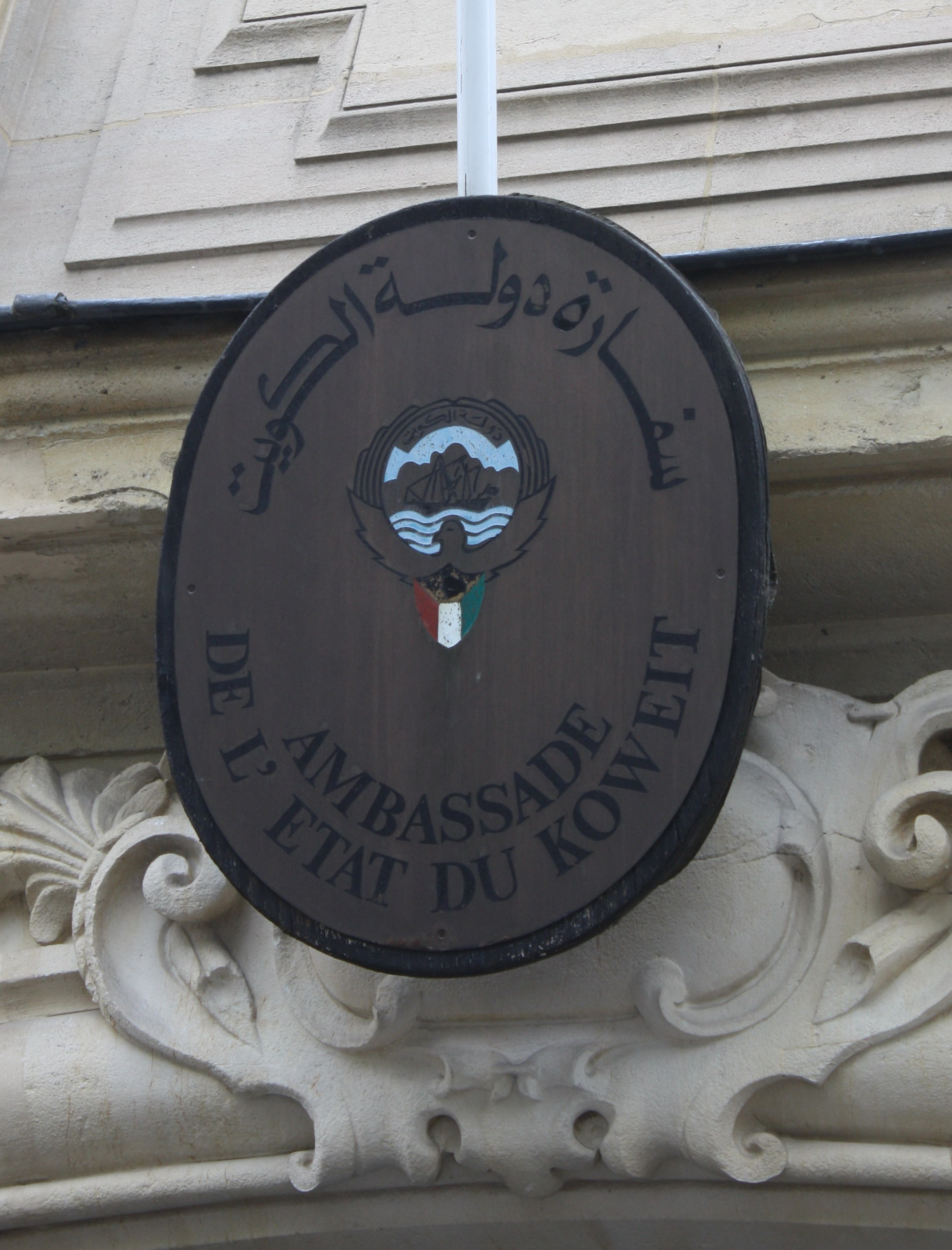
Blason.

À l'occasion d'une affaire opposant l'ambassade du Koweït à un de ses anciens cadres, la Cour européenne des droits de l'homme a rendu le 29 juin 2011 une décision inédite : selon les fonctions qu'il exerce, un salarié peut saisir le Conseil de prud'hommes français pour contester son licenciement, et ce, malgré l'immunité diplomatique dont jouit traditionnellement une ambassade.